# Набувач
Набувач (вимоваⓘ) — суб'єкт права, що набуває що-небудь.
Набувачем може виступати як фізична, так і юридична особа. Процес набуття пов'язаний з усіма правочинами сторони, котра набуває певного переліку прав та обов'язків, що визначаються Конституцією, законами та договорами чи обставинами, коли то пов'язано з повноліттям, з повноваженнями, обов'язками, майновим станом, наслідком праці (заробітна платня, пожертва, дарунок, пенсія, соціальна допомога, знахідка, здобуток).
Цивільний кодекс України визначає поняття добросовісний та недобросовісний набувач.
Добросовісний набувач — набувач, котрий не знав (не повинен був знати), що особа, в котрої він придбав майно, не мала права на його відчуження.
Недобросовісний набувач — набувач, котрий знав (міг знати), що володіє майном незаконно.